# Libertà di parola - La fabbrica delle opinioni
Libertà di parola è stato un programma televisivo d'attualità, condotto da Fabrizio Corona, trasmesso su Canale Italia dal 2 aprile 2012.
In ogni puntata ci sono state cento persone (cinquanta uomini e cinquanta donne) divise in due tribune, l'una di fronte alla'altra, con opinioni contrastanti sul tema proposto in ogni puntata.
Il programma è stato ideato dagli autori di Aboccaperta come Ermanno Corbella.
I telespettatori hanno potuto intervenire in diretta tramite Skype, i social network e il telefono.
Ha collaborato alla trasmissione il dj Claudio Guerrini.
Sigla della trasmissione è stata la canzone In Italia di Fabri Fibra.